# Винуфосен
Винуфосен (норв. Vinnufossen највиши водопад у Европи, шести у свету, налази у Норвешкој на реци Вину. Висок је 860 метара, а најдужи слап дуг је 420 метара.